# اویزد و برنا
اویزد و برنا (به لاتین: Újezd u Brna) یک منطقهٔ مسکونی در جمهوری چک است که در شهرستان برنو-ونکوو واقع شده‌است. اویزد و برنا  ۳٬۲۰۶ نفر جمعیت دارد.